# Округ Саутемптон (Вирџинија)
Саутемптон (енгл. Southampton County) је округ у америчкој савезној држави Вирџинија.

## Демографија
По попису из 2010. године број становника је 18.570, што је 1.088 (6,2%) становника више него 2000. године.
| Група             | 2000.         | 2010.          |
| Белци             | 9.754 (55,8%) | 11.138 (60,0%) |
| Афроамериканци    | 7.495 (42,9%) | 6.916 (37,2%)  |
| Азијати           | 32 (0,2%)     | 46 (0,2%)      |
| Хиспаноамериканци | 115 (0,7%)    | 203 (1,1%)     |
| Укупно            | 17.482        | 18.570         |